# لس ماسیس د رودا
لس ماسیس د رودا (به اسپانیایی: Masías de Roda) یک منطقهٔ مسکونی در اسپانیا است که در اوسنا واقع شده‌است. لس ماسیس د رودا ۱۶٫۴ کیلومتر مربع مساحت دارد.